# Sálua Cardi
Sálua Cardi é uma das maiores bailarinas do cenário brasileiro de dança do ventre. Bailarina clássica de formação encontrou na dança do ventre sua verdadeira vocação. Ao longo dos anos um estilo próprio e inigualável.
Acompanhou o cantor argelino Khaled em todas as suas apresentações na TV e participou do seu show no Tom Brasil. Integrante do Grupo "Mil e uma Noites" de Rimon Bourdokan coordenou a parte de dança do ventre das semanas árabes da Pousada do Rio Quente em Goiás.
Em 2006, fez shows com os melhores músicos árabes, podendo-se citar Tony Mouzayek (trilha sonora de O Clone), o qual é capa de seu 17º CD. Reconhecida por público e crítica como uma das melhores bailarinas da atualidade.
Em 1999 abriu o "Espaço Artístico Sálua Cardi", escola especializada em dança do ventre juntamente com outras modalidades de dança, formando um grupo de flamenco/árabe - Zambra (modalidade no qual é pioneira no Brasil). Além de aulas e workshops pelo país, promove eventos em clubes árabes e teatros.